# P.U. Chinnappa
P.U. Chinnappa właściwie Pudukottai Ulaganathan Chinnappa (ur. 1915, zm. 23 września 1951) – indyjski aktor filmowy i teatralny, wykonujący również piosenki filmowe.
Należał do wędrownej trupy teatralnej Madurai Original Boys (jej członkiem był również, między innymi, M.G. Ramachandran). Uzdolniony wokalnie, był jedną z czołowych postaci Kollywood w latach 30. i 40. Wystąpił w kilkudziesięciu filmach, między innymi w Uttama Puttiran (1940), Kannagi (1942) i Aryamala (1942).